# Каем, Юрий Михайлович
Юрий Михайлович Каем (9 июня 1910, Новомосковск, Екатеринославская губерния — 9 августа 1982, Москва) — советский шахматист, тренер и шахматный организатор.

## Биография
Юрий Каем был младшим ребенком в семье. В трехлетнем возрасте он остался без отца. Через некоторое время семья переехала в Екатеринослав. С шахматами познакомился в 16 лет. Окончил экономический факультет Днепропетровского металлургического института. Начиная с довоенного времени он руководил шахматным кружком Днепропетровского Дворца пионеров и школьников. С 1941 по 1948 служил в армии. Потом вернулся в Днепропетровск. Много лет подряд вел шахматные отделы в областных газетах «Зоря» и «Днепровская правда». После смерти жены в 1961 году уехал из Днепропетровска.
Составлял шахматные этюды. Первый из его этюдов был опубликован ещё в 1930 году в журнале «Шахматный листок».
Среди учеников были Виталий Зальцман и Виктор Гуревич.
Похоронен по ходатайству ветеранов-однополчан на мемориальном Новодевичьем кладбище в Москве.

## Семья
- Старший брат отца, Наум Михайлович, до войны был заместителем директора ДЗМО по экономике.
- Средний брат, Григорий Михайлович, преподаватель кафедры математики Днепропетровского института инженеров транспорта, погиб во время войны.

## Спортивные результаты
| Год  | Город          | Соревнование                                          | + | − | =  | Результат | Место |
| ---- | -------------- | ----------------------------------------------------- | - | - | -- | --------- | ----- |
| 1935 |                | Турнир первой категории                               | 9 | 0 | 3  | 10½ из 13 | 1—2   |
|      |                | 2-й чемпионат области                                 |   |   |    | 4 из 5    | 1—2   |
|      |                | Матч за звание чемпионата области против Э. Вайнблата |   |   |    | 4 из 8    |       |
|      |                | Дополнительный матч за звание чемпиона области        |   |   |    | 1 из 2    | [ 3 ] |
| 1936 | Киев           | 8-й чемпионат Украинской ССР                          | 1 | 5 | 11 | 6½ из 19  | 15    |
| 1937 | Киев           | 9-й чемпионат Украинской ССР                          | 2 | 2 | 13 | 8½ из 17  | 11—12 |
| 1939 | Днепропетровск | 11-й чемпионат Украинской ССР                         | 6 | 3 | 6  | 9 из 15   | 4—5   |
| 1949 |                | Чемпионат области                                     |   |   |    |           | 1     |
|      |                | Полуфинал чемпионата Украины                          |   |   |    |           | 1     |
|      | Одесса         | 10-й чемпионат Украинской ССР                         | 6 | 4 | 9  | 10½ из 19 | 10    |
| 1950 |                | Чемпионат области                                     |   |   |    |           | 1     |
|      |                | Четвертьфинал 18-го чемпионата СССР                   |   |   |    |           | 1     |
|      |                | Полуфинал 18-го чемпионата СССР                       |   |   |    |           |       |
| 1951 |                | Чемпионат области                                     |   |   |    |           | 1     |
| 1952 |                | Чемпионат области                                     |   |   |    |           | 1     |
| 1953 |                | Чемпионат области                                     |   |   |    |           | 1     |